# Cristian Arrieta
Cristian Arrieta (Cartagena de Indias, Bolívar, Colombia; 3 de enero de 1996) es un futbolista colombiano que juega como lateral derecho. Su equipo actual es el Deportes Tolima de la Categoría Primera A.

## Clubes
| Club            | País     | Año         |
| --------------- | -------- | ----------- |
| Envigado F. C.  | Colombia | 2014 - 2019 |
| América de Cali | Colombia | 2020 - 2023 |
| Deportivo Pasto | Colombia | 2024        |

## Estadísticas
Actualizado de acuerdo al último partido jugado el 19 de junio del 2025.
| Club                       | Div                 | Temporada           | Liga  | Liga  | Copa Nacional | Copa Nacional | Copa Internacional | Copa Internacional | Total | Total |
| Club                       | Div                 | Temporada           | Part. | Goles | Part.         | Goles         | Part.              | Goles              | Part. | Goles |
| -------------------------- | ------------------- | ------------------- | ----- | ----- | ------------- | ------------- | ------------------ | ------------------ | ----- | ----- |
| Envigado F. C. · Colombia  | 1ª                  | 2014                | -     | -     | 3             | 0             | -                  | -                  | 3     | 0     |
| Envigado F. C. · Colombia  | 1ª                  | 2015                | 31    | 0     | 2             | 0             | -                  | -                  | 33    | 0     |
| Envigado F. C. · Colombia  | 1ª                  | 2016                | 25    | 0     | -             | -             | -                  | -                  | 25    | 0     |
| Envigado F. C. · Colombia  | 1ª                  | 2017                | 33    | 1     | 1             | 0             | -                  | -                  | 34    | 1     |
| Envigado F. C. · Colombia  | 1ª                  | 2018                | 25    | 0     | 2             | 0             | -                  | -                  | 27    | 0     |
| Envigado F. C. · Colombia  | 1ª                  | 2019                | 28    | 1     | 1             | 0             | -                  | -                  | 29    | 1     |
| Envigado F. C. · Colombia  | Total               | Total               | 142   | 2     | 9             | 0             | -                  | -                  | 151   | 2     |
| América de Cali · Colombia | 1ª                  | 2020                | 19    | 1     | 1             | 0             | 3                  | 0                  | 23    | 1     |
| América de Cali · Colombia | 1ª                  | 2021                | 38    | 0     | 5             | 0             | 7                  | 0                  | 50    | 0     |
| América de Cali · Colombia | 1ª                  | 2022                | 2     | 0     | 0             | 0             | -                  | -                  | 2     | 0     |
| América de Cali · Colombia | 1ª                  | 2023                | 18    | 0     | 1             | 0             | -                  | -                  | 19    | 0     |
| América de Cali · Colombia | Total               | Total               | 77    | 1     | 7             | 0             | 10                 | 0                  | 94    | 1     |
| Deportivo Pasto · Colombia | 1ª                  | 2024                | 39    | 0     | 4             | 0             | 0                  | 0                  | 43    | 0     |
| Deportivo Pasto · Colombia | Total               | Total               | 39    | 0     | 4             | 0             | 0                  | 0                  | 43    | 0     |
| Deportes Tolima · Colombia | 1ª                  | 2025                | 12    | 1     | 0             | 0             | 1                  | 0                  | 13    | 1     |
| Deportes Tolima · Colombia | Total               | Total               | 12    | 1     | 0             | 0             | 1                  | 0                  | 13    | 1     |
| Total en su carrera        | Total en su carrera | Total en su carrera | 270   | 4     | 20            | 0             | 11                 | 0                  | 301   | 4     |

## Palmarés

### Títulos nacionales
| Título              | Club            | País     | Año  |
| ------------------- | --------------- | -------- | ---- |
| Categoría Primera A | América de Cali | Colombia | 2020 |